# さくら荘のペットな彼女
『さくら荘のペットな彼女』（さくらそうのペットなかのじょ）は、鴨志田一著の日本のライトノベルおよびそれを原作としたメディアミックス作品。イラストは溝口ケージが担当している。2012年10月から2013年3月までテレビアニメが放送された。2013年10月時点でシリーズ累計発行部数は180万部を記録している。「みんなで選ぶベストラノベ2011」では感想部門で6位を獲得している。「電子書籍アワード2013」ライトノベル部門では10位を獲得している。

## あらすじ
水明芸術大学附属高校（水高、スイコー）の学生である神田空太は、高校1年の夏に学生寮で猫を飼っていたことが発覚して校長に呼び出され、猫を捨てるかさくら荘に移るかの選択を迫られた。大の猫好きで権威に逆らってみたかった空太は猫を取って寮を追い出され、悪名高い「さくら荘」へ移ることとなった。やがて春になり、スイコーに編入してきた世界的天才画家の椎名ましろがさくら荘へ入ってくるが、彼女の常識の無さに空太は振り回されていく。

## 登場人物
担当声優はドラマCD版・テレビアニメ版共通。美咲、仁、七海らの元さくら荘に準じる人物も便宜上「さくら荘」で記述する。

### さくら荘
神田 空太（かんだ そらた）
声 - 松岡禎丞
本作の主人公。さくら荘101号室の住人で、普通科の2年1組→3年1組（7巻より）。ペット禁止の一般寮で猫を飼っていたことを理由に追い出され、1年の夏からさくら荘に入居している。猫好きで、飼い主のいない猫達と暮らしている。部屋では白猫のひかりと黒猫ののぞみを飼っている。
2年の春、さくら荘に入居したましろの世話をする当番（ましろ当番）を押しつけられる。ましろの才能を目の当たりにして自分のやりたいことを見つけ、ゲームデザイナーを目指す。龍之介や仁と意見を交わしながら成長し、完成度の高い作品を作れるようになっている。
さくら荘では常識人でありツッコミ役に回ることが多い。また、栞奈曰く「物事の判断基準は基本さくら荘」となっており、空太は自らを「普通」と称するが、さくら荘に引っ越したその日からクセのある美咲や龍之介と分け隔てなく接し、生活破綻者であるましろの面倒もしっかり見ているため、仁や七海からは「十分普通じゃない」と評されている。後に、一癖ある空太の親や妹の優子を見た七海からは「神田君がさくら荘に順応した理由がわかった気がする」と言われた。
椎名 ましろ（しいな ましろ）
声 - 茅野愛衣
本作のヒロイン。さくら荘202号室の住人で、美術科の2年生→3年生（7巻より）。世界的な天才画家として名を馳せているが、一人ではまともに身の回りのことすらできない常識と生活力のなさから空太に「介護」されている。勉強が苦手でテストで全教科0点を取るも、驚異的な暗記力を発揮して回答を丸記憶し、同じ問題を使った再テストでは全教科満点を取った。現在は漫画家を目指している。両親は美術関係の職で今は外国に住んでいる。
当初は感情をあまり表に出さず無表情だったが、空太らと過ごしていく内に表情や感情を表すようになってきた。淡々と喋り、誤解を招く発言ばかりする。また、店の陳列物を会計前に食べてしまうなど非常識な面もある。
2年の春にスイコーに編入し、さくら荘に入居する。何故か空太に懐き、やがて意識するが、本人にとって初めての感情でそれが何かを理解していない様子。七海やリタが空太と仲良くしている姿を見ると機嫌が悪くなる。出会った頃は羞恥心がなく裸のままで空太に着替えを準備させていたが、1ヶ月を過ぎる頃には空太に裸を見られることが恥ずかしいと思うようになった。もっとも、自分の服の洗濯や着替えの準備を要求することは変わっていない。
画家としての才能は格別で、大規模な個展が開催されたり分厚い画集が出版されたりと社会的にも高く評価されている。一方で描く漫画は画力は優れるがストーリーは淡々として面白みがないと評されている。
青山 七海（あおやま ななみ）
声 - 中津真莉子
普通科の2年1組→3年1組（7巻より）。当初は一般寮で生活していたが、家賃滞納を理由に、2年の夏にさくら荘203号室の住人となる。髪型はポニーテール。声優を目指していて養成所に通っている。生活費と養成所のレッスン料を稼ぐために、コンビニでバイトをしている。
大阪出身。声優志望だが両親に反対され、迷惑をかけないという条件でスイコーに進学すると共に声優養成所に通う。声優になるため普段からイントネーションに気をつけながら標準語を話すが、パニックになると大阪弁が出てしまう。空太に好意を抱いており、ましろをライバル視している。空太本人は気付いていないが、七海が空太に思いを寄せていることは周りにばれている。
無理という言葉で自分の限界を決めるのが嫌い。さくら荘に引っ越してきた際、バイトに加えて道徳的理由からましろ当番を空太から奪い引き受けるなど非常に多忙となったが、体調を崩す結果となった。以降は無理をしないように自分に言い聞かせている。
上井草 美咲（かみいぐさ みさき）→ 三鷹 美咲（みたか みさき）
声 - 高森奈津美
さくら荘201号室の住人で美術科の3年生→水明芸術大学映像学部1年。入学して1週間でさくら荘に島流しされたときは千尋しかおらず、空太らが入居するまでの間は部屋を綺麗にして守っていた。趣味はアニメやゲームで、自作アニメも多数制作している。小さな町の中学校では学年トップの優秀な成績だった。中学校では友人がいなく、美咲が「仙人」と呼んでいた恩師からの薦めでスイコーへ進学を決めた。ここ10年で唯一の芸術科特待生と認められた実力者だが、アニメ制作に夢中になって権利を剥奪されている。ただし、スイコーでの成績は3年間首席。ゲームやアニメの共同製作ではグラフィックなどを担当。
空太に「こーはいくん」、伊織に「いおりん」など他人に渾名を付けたがる傾向がある。たこ焼きを食べるために車で8時間かけて大阪へ行ったり、ラーメン1杯を食べるために札幌へ飛び滞在1時間で帰ってきたりなど、行動力が高く、しばしば周囲の人も巻き込んで飛び回る。その数知れない奇態ゆえ空太から「宇宙人」と呼ばれる。
仁に対しては下駄箱に婚姻届入りのラブレターを入れたり、仁の誕生日にリボンで自らを飾り立てた全裸姿で待ち伏せるなど猛烈なアタックを繰り返す。いつもハイテンションだが、仁の件で一度落ち込むと急激にテンションが下がり思いつめる繊細な面もある。
作者の次作シリーズの3巻にあたる「青春ブタ野郎はロジカルウィッチの夢を見ない」では、仁と共にニュースのワンコーナーで登場している。
三鷹 仁（みたか じん）
声 - 櫻井孝宏 / 田頭里奈（幼稚園）
さくら荘103号室の住人で普通科の3年生→大阪の芸術大学（アニメでは大阪総合芸術大学）へ進学。脚本家を目指している。美咲とは幼馴染。美咲の制作するアニメでは脚本を担当している。
普段は落ち着いた性格だが、一度怒ると喧嘩早くなる。女性関係にだらしなく日替わりで女性宅に寝泊まりしている。また、空太のことを「自慢の後輩」だと思っている。
初恋の相手は美咲の姉・風香だが、彼女を通して妹の美咲を見ていたことが判ってしまい、ひどい別れ方をしている。美咲のことは才能がある変な幼馴染と見ていたが、その才能を妬み傷つけたいと思いつつも傷付けるのが怖く、きれいなままで側にいてほしいからと、今のようなつかず離れずの関係になった。それでも美咲のことは意識しており大事にしたいと思っている。
赤坂 龍之介（あかさか りゅうのすけ）
声 - 堀江由衣
さくら荘102号室の住人で、普通科の2年1組→3年1組（7巻より）。一見すると女性の様な風貌で腰まで髪がある。学園祭では女装してメイド服姿で接客をしていた。プログラマーとして企業から業務を引き受けている。自他ともに認める凄腕で、企業関係者からは「業界のプログラマーで3本の指に入る」と言われるほど。部屋に引き篭っており、さくら荘の住人たちとは基本的にパソコンのチャットやメールで意思疎通する。AIの「メイドちゃん」を開発して些末な用事や、簡単なメールやチャットの対応も任せている。学校について卒業に必要な出席日数を確保できればいい、プログラマーは1日8時間の睡眠が必要、といった独自の観念を持つ。そのため2年次の一学期はずっと自室に引きこもっていたが、二学期になったら出席日数を確保するために登校をするが、授業を受ける気は無く授業中でも平然とトマトを食べながらプログラミングの仕事をしている。
さくら荘のネットワークの管理者でもあり監視者。さくら荘内で使われるパソコンのデータを自動でサーバーにバックアップしている。ハッキングもお手の物で他人のパソコンにどんなデータが入っているかも、ウェブサイトの閲覧履歴も把握している。空太のお気に入り動画の内容から趣向も完全に把握済みとのこと。
ある出来事がきっかけで女性恐怖症になり、話すことも嫌うようになった。一番苦手なのはリタである。
中学時代にも当時の同級生4人とゲーム作りに励んでいたが、龍之介と他のメンバーとの間でゲーム作りに対する価値観の相違から仲違いをしており、一度は誰かと組んでのゲーム作りを諦めていたが、空太の熱意に押されて、伊織やリタを加えたメンバーでゲーム作りを行っている。
作者の次作シリーズの2巻にあたる『青春ブタ野郎はプチデビル後輩の夢を見ない』では、作中で明言こそされていないもののリタと共に登場している。
メイドちゃん
声 - 堀江由衣
龍之介が開発したAI。さくら荘議事録、メールの返信、チャットの応答にも対応している。空太が初めて出逢った頃は曰く「バカ」だったが、日々進化し続けて、ハッキングもこなしてしまうようになった。デザインは美咲が手掛けており、彼女から新しい衣装のデータをプレゼントされると、龍之介の許しを得て着用している。
龍之介に好意を持っている様子だが、あくまで従者という立場から、叶わぬ秘めたる想いとしてそっと胸の奥にしまっているという。ただし、主人である龍之介を守るためなら何でもやる様子。特にリタに対して敵意を向けており、彼女から龍之介に送り付けられるメールをブロックするのに忙しい。
千石 千尋（せんごく ちひろ）
声 - 豊口めぐみ
さくら荘の監視要員（管理人）として暮らしている美術の教員で、自称「29歳と○○ヶ月」。ましろとは従姉妹の関係にある。スイコーと水明芸術大学の卒業生。監視要員にも関わらずいい加減でずぼら。その身体はビールと合コンで出来ていると公言する。本人には内緒だが空太は「アマゾネス」と呼んでいる。
同僚の小春曰く学生時代は真面目だったらしいが今ではその面影すら感じられないとのこと。同期の和希に学生時代に告白されたことがある。
姫宮 伊織（ひめみや いおり）
声 - 島﨑信長
美咲や仁の卒業後、スイコーの音楽科に入学した新入生。仁が去った後の103号室の住人。はうはうこと姫宮沙織の弟。沙織同様音楽科に入学するも、早々に転科届を提出したことで教師に目をつけられ、その日のうちに女子寮に侵入して女子風呂を覗こうとしたため、入学式当日にしてさくら荘へ島流しにされた。恋愛シミュレーションゲームのような青春を送りたいと熱望する。巨乳好きであり、女子を胸の大きさで評価する。なお、彼が所持するヘッドフォンは沙織から貰ったもので、「HAUHAU」のロゴが入っている。また、栞奈の問題性もその目にしたことで理解している。
ピアノではコンクールで入賞する実力を持つが、どれだけ打ち込んでも優秀な姉との比較で評価されることがコンプレックスとなっている。そのため、ピアノの練習に時間を費やすなら、ピアノをやめてそのぶん青春を謳歌することを目標にと考える。とはいえ、ピアノや音楽自体は好きであることから練習は日々欠かさずにいる。
作者の次作シリーズの1巻にあたる『青春ブタ野郎はバニーガール先輩の夢を見ない』では、栞奈と仲が良いことが暗に示唆されている。
長谷 栞奈（はせ かんな）
声 - 山崎はるか
美咲や仁の卒業後、スイコーの普通科（1年3組）に入学した新入生。美咲が去った後の201号室の住人。見た目はメガネをかけた大人しそうな女子で成績も優秀であり、新入生代表を務めるほどの優等生。一般寮では優子のルームメイトだったが、入居して3日目から挙動不審さが目立ち、女子寮の監督教師に露出癖が露見したことで千尋が引き取ることとなり、さくら荘へやってきた。そのため、新年度開始から1ヶ月足らずで仁と美咲が居なくなったことで空いたさくら荘の空き部屋は再び全て埋まることとなった。
中学生の時、自身の日記と空想を題材にして由比ヶ浜かんなのペンネームで書きあげた『シンデレラの日曜日』で、14歳にして新人賞を受賞。しかし、それに続く2作目の執筆が進まず、それがストレスとなっている。露出癖はストレス発散のためのものだが、徐々にエスカレートしてスカートの下はノーパンで出歩くようになった。
空太とましろのデートを尾行した際に自らを助けようとして骨折した伊織を世話する『伊織当番』を務めていた。仁の薦めもあり、空太達のゲーム製作にはシナリオ担当として参加している。
伊織と仲の良さの度合いについては、『姫宮伊織』の欄で述べたように、仲の良いことが示唆されている。第3巻でも新作の作者という形で登場している。
リタ・エインズワース
声 - 川澄綾子
金髪の長い髪に碧眼の瞳、人形のような容姿を持った女の子。年齢は空太達と同じ。ましろがイギリスにいた頃のルームメイトで、当時のましろ当番。また、ましろにパソコンを教えた人物でもある。祖父であるアデル・エインワーズのアトリエでましろと一緒に絵画を学び、世界中から集められた天才が次々とアトリエから去ってゆく中で、最後までましろと一緒にいた。ましろの才能を一番近くで見続け、その差を目の当たりにして深く傷つき絵を描くことを止めていた。その後ましろをイギリスに連れ戻すためにさくら荘に赴くが、空太やさくら荘の面々と接するうちにましろと本音でぶつかり合うことで、絵画の道を志すことを決める。この一件がきっかけで龍之介に好意を持つ様になり、積極的なアタックを仕掛ける様になった。
3年の時に水明芸術大学に留学するための前段階としてスイコーに語学留学し、七海が出たことで空いたさくら荘に入居している。
大学卒業後は度々イギリスと日本を往復する生活に追われているものの、龍之介とは交際を続けている模様。

### 学校の関係者
白山 小春（しらやま こはる）
声 - 高橋美佳子
千尋の同僚で担当は現代国語。空太たちの担任。スイコーと水明芸術大学の卒業生。千尋や和希とは学生時代からの知り合い。生徒の龍之介は天敵。
宮原 大地（みやはら だいち）
声 - 村田太志
空太の隣クラスに所属していて、一般寮時代のルームメイト。水泳部所属。数少ない友人の1人。空太が拾ってきた猫を七海とともにかくまっていた。細身の筋肉質で身長も高いため迫力があるが、内面は子供っぽい性格である。水明芸術大学の文化祭実行委員を務めた。
高崎 繭（たかさき まゆ）
声 - 久保ユリカ
普通科の2年1組→3年1組で空太や七海のクラスメイト。小柄で顔立ちは幼くショートボブで幼児体型であることを気にしている。七海と交友関係にあり、空太と七海の仲を面白半分で応援する。見栄っ張りで野次馬っぽい性格もある。
本庄 やよい（ほんじょう やよい）
声 - 内山夕実
普通科の2年1組→3年1組で空太や七海のクラスメイト。身長175cmで長身であり、ソフトボール部に所属する。炭水化物を食べることが好きだが、太ってはいない。冷静なツッコミをする。彼氏持ちである。
姫宮 沙織（ひめみや さおり）
声 - 藤村歩
元音楽科の3年生。愛用していたヘッドフォンに記されていたメーカー名から、美咲からは「はうはう」の愛称で呼ばれるが、これを嫌い、結局別メーカーのヘッドフォンに代えた。美咲のアニメ制作に音響で協力。
1年生の時の文化祭で知り合った生徒会長である総一郎と交際するが、仁との会話で、卒業後オーストリアへ留学することを決意し、旅立った。なお、伊織が栞奈と交際するきっかけのコンクールには一時帰国して鑑賞していた模様。
作者の次作シリーズの4巻にあたる「青春ブタ野郎はシスコンアイドルの夢を見ない」では、総一郎のプロポーズを受け入れている所を主人公（梓川咲太）に目撃されている。
舘林 総一郎（たてばやし そういちろう）
声 - 日野聡
普通科の3年生→水明芸術大学放送学部1年生。スイコーの元生徒会長。仁とは3年連続で同じクラスで、文句を言いつつも仁におせっかいを焼く。
不器用で真面目であり、仁とは対照的である。内心ではさくら荘の住民を羨み、要所で彼らをバックアップする。
自身が1年時の文化祭で、沙織のピアノを聴きその姿や演奏に一目惚れをし、約1年半をかけて告白をし、後にプロポーズをして受け入れられている。
深谷 志穂（ふかや しほ）
声 - 大西沙織
美術科の2年生→3年生。ましろには勝てないとは感じつつも、自分の道を行くと前向きな考えを持つ。美咲の存在や、にゃぼろんを見たことで感化されたのか独学でCGについて勉強しており、空太に自分もゲーム作りのメンバーに誘うように持ち掛けている。髪型はおさげで、親しみやすい性格であるが、空太からは「アホの子」と思われたり、空太とましろをからかうことも多々ある。
赤坂 ゆり子（あかさか ゆりこ）
スイコーに教育実習生としてやって来た龍之介の姉の1人で龍之介の女嫌いを作り上げた張本人たちの1人でもある。担当は国語全般。
中野 乙羽（なかの おとは）
声 - 大坪由佳
PSP&PS Vitaゲーム版のオリジナルキャラクター。TVアニメ第12話にて「銀河猫にゃぼろん」を鑑賞していた観客として登場。スイコーの1年生女子生徒。またTVアニメ第23話の卒業式のシーンに登場。

### 神田家
神田 優子（かんだ ゆうこ）
声 - 小倉唯
空太の妹で、中学3年→普通科1年3組（7巻より）。両親と共に福岡に住んでいた。かなりのブラコンで、なかなか兄離れをしない。
帰省した空太とともに自宅を訪れたましろや七海を警戒しているが、ましろの描いた漫画に興味を持っており、作者本人だと知ると少しだけ敬う様子を見せる。ましろの性格的に空太の必要性は認めるも、七海に関してはライバルとして認めていない。小学生と言っても通るぐらいの体型で、ましろ曰く「ドワーフ」と言われるほど胸にコンプレックスを抱いている。
空太の父
声 - 大川透
名前は不明。変なところで頑固で、娘の優子を溺愛している。福岡への転勤が決まった際、優子は絶対に連れて行くと断言していたが、空太については「いようがいまいが自分の寂しさに影響はない」と好きなようにさせた。
神田 明子（かんだ あきこ）
声 - 新井里美
空太の母親。髪型はおかっぱ。いつも笑っており、空太曰く「おっかない顔をしているのを見たことがない」。しかし、それは感情を表に出さないのであって、空太や空太の父に対して微笑みながら怒っていた。笑顔の母の前で父親が土下座して謝っていたという場面を空太は覚えている。

### その他
飯田 綾乃（いいだ あやの）
声 - 浅野真澄
ましろ担当の漫画編集者でリタの友人。極度の甘党であるが甘くてしょっぱい物好きで、必ず塩を入れて食べる。
藤沢 和希（ふじさわ かずき）
声 - 浅沼晋太郎
空太が応募した企画オーディションの審査員の1人でスイコーと水明芸術大学の卒業生。学生時代に作成したゲームが大ヒットして有名になる。現在は会社を立ち上げ社長を務めている。
桃子（ももこ）
声 - 東山奈央
七海の友人。声優養成所に通っている生徒で、七海と同じ班。熱を押して無理に養成所の発表会に出て皆に迷惑を掛けた七海を責めた。
上井草 風香（かみいぐさ ふうか）
声 - 早見沙織
大学生。美咲の姉で、仁の元彼女。美咲と容姿が似ているが、妹とは正反対の落ち着いた性格。
池尻 麻耶（いけじり まや）、駒沢 拓実（こまざわ たくみ）
龍之介の中学時代の友人で、現在は名前の出てきてない他の友人2名も含めて別の高校に通っている。かつては龍之介と一緒に5人でゲーム作りに励んでいたが、価値観の違いから離れて行ってしまう。
難波 しおり（なんば しおり）
声 - 小島幸子
教習所の教官。金髪の中年女性。美咲からは「ナンシー」と呼ばれているが本人は嫌がっている。美咲の運転には顔を青褪めるほど困惑していた。原作には未登場。
紀子（のりこ）
声 - 櫻井浩美
マハラジャ時代、6股を掛けていた時の仁の彼女。職業は看護師。アニメ2話で登場。

## 用語
水明芸術大学附属高等学校（すいめいげいじゅつだいがくふぞくこうとうがっこう）
通称「スイコー」。物語の舞台である。
寮が存在し、一般生徒が暮らす一般寮と、問題ありと判断された生徒が暮らすさくら荘がある。
空太や七海らが所属している普通科の他、ましろや美咲が所属する美術科、伊織が所属する音楽科がある。後者の2つは定員が10名という少人数制にも関わらず全国から生徒が集まる難関である。
さくら荘（さくらそう）
2階建ての古い木造アパート。本来はスイコーの学生が美術や音楽の才能を伸ばせる自由闊達な場所として設立されたが、一般寮での生活からはみ出した問題児が住んでいることから「問題児の巣窟」と呼ばれている。庭には桜の木が生えている。寮母はおらず、家事などは自分たちですることになっており、月に一度学外清掃に強制参加させられる。過去10年、文化祭実行委員の許可が下りないまま文化祭に参加していたが、空太が3年時の文化祭は参加してない。
「耐震性に疑問」という名目で取り壊しの話が出ていたが、さくら荘の住人によって抗議活動がなされ計画は一旦は白紙に、しかし、伊織たち3人の卒業を機に取り壊す運びとなった。
水明芸術大学（すいめいげいじゅつだいがく）
芸術関係の学部・学科がある大学。スイコーの隣にあり、敷地内には数々の施設がある。
シアタールーム
最新の映像設備を整えており、収容人数は約300人。さくら荘の面々が文化祭向けに制作した『銀河猫にゃぼろん』を放映した。また、七海が空太に告白した場所でもある。
音楽ホール（おんがくほーる）
伊織や沙織のコンクールの会場として度々使われる。また、沙織は数回ここでソロコンサートを行っている。収容人数は600人で、国内屈指の音響設備を誇る。

## 制作背景
鴨志田と担当編集者は打ち合わせの中で、新作執筆にあたり「明るい学園物」というテーマを設定した。そこから鴨志田の「不思議な能力や大きな事件がなくても、ドラマチックな物語は日常の中にある」という思いによって、本作の物語が作り上げられた。

## 既刊一覧

### 小説
- 鴨志田一（著）・溝口ケージ（イラスト）、アスキー・メディアワークス→KADOKAWA〈電撃文庫〉、全13巻
  - 『さくら荘のペットな彼女』2010年1月10日初版発行（同日発売[10]）、ISBN 978-4-04-868280-0
  - 『さくら荘のペットな彼女 2』2010年4月10日初版発行（同日発売[11]）、ISBN 978-4-04-868463-7
  - 『さくら荘のペットな彼女 3 』2010年8月10日初版発行（同日発売[12]）、ISBN 978-4-04-868765-2
  - 『さくら荘のペットな彼女 4』2010年12月10日初版発行（同日発売[13]）、ISBN 978-4-04-870123-5
  - 『さくら荘のペットな彼女 5』2011年5月10日初版発行（同日発売[14]）、ISBN 978-4-04-870416-8
  - 『さくら荘のペットな彼女 5.5』2011年9月10日初版発行（同日発売[15]）、ISBN 978-4-04-870749-7
  - 『さくら荘のペットな彼女 6』2011年12月10日初版発行（同日発売[16]）、ISBN 978-4-04-886140-3
  - 『さくら荘のペットな彼女 7』2012年4月10日初版発行（同日発売[17]）、ISBN 978-4-04-886543-2
  - 『さくら荘のペットな彼女 7.5』2012年8月10日初版発行（同日発売[18]）、ISBN 978-4-04-886801-3
  - 『さくら荘のペットな彼女 8』2012年10月10日初版発行（同日発売[19]）、ISBN 978-4-04-886986-7
  - 『さくら荘のペットな彼女 9』2013年3月9日初版発行（同日発売[20]）、ISBN 978-4-04-891471-0
  - 『さくら荘のペットな彼女 10』2013年7月10日初版発行（同日発売[21]）、ISBN 978-4-04-891794-0
  - 『さくら荘のペットな彼女 10.5』2014年3月8日初版発行（同日発売[22]）、ISBN 978-4-04-866412-7

### 漫画
『電撃G's magazine』2011年4月号より連載開始。後に『電撃G'sコミック』に移籍し、Vol.14まで連載された。
- 鴨志田一（原作）・溝口ケージ（キャラクターデザイン）・草野ほうき（作画） 『さくら荘のペットな彼女』 アスキー・メディアワークス→KADOKAWA〈電撃コミックス〉、全8巻
  1. 2011年10月27日初版発行（同日発売[23]）、ISBN 978-4-04-870986-6
  2. 2012年5月26日初版発行（同日発売[24]）、ISBN 978-4-04-886508-1
  3. 2012年10月27日初版発行（同日発売[25]）、ISBN 978-4-04-891026-2
  4. 2013年3月27日初版発行（同日発売[26]）、ISBN 978-4-04-891460-4
  5. 2013年9月27日初版発行（同日発売[27]）、ISBN 978-4-04-891921-0
  6. 2014年3月27日初版発行（同日発売[28]）、ISBN 978-4-04-866387-8
  7. 2014年10月27日初版発行（同日発売[29]）、ISBN 978-4-04-866941-2
  8. 2015年6月27日初版発行（同日発売[30]）、ISBN 978-4-04-865083-0
- 『4コマ公式アンソロジー さくら荘のペットな彼女』2013年2月27日発売[31]、ISBN 978-4-04-891409-3

## ドラマCD
椎名ましろのはじめてのお世話
公式サイト立ち上げとともに発表された。2012年6月28日発売。担当声優は上述の登場人物を参照のこと。封入物はドラマCD、鴨志田一書き下ろし小冊子、さくら荘議事録風クリアブックマーク3セット、差し替えブックカバー3セット。
TVアニメ「さくら荘のペットな彼女」ドラマCD
アニメでは描かれていないオリジナルエピソードのドラマCDシリーズ。
1. （脚本:中瀬理香、2013年1月30日発売、MFCZ-1025）
2. （脚本:西都大貫・脚本協力:高岡広明、2013年2月27日発売、MFCZ-1026）
3. （脚本:中瀬理香、2013年4月24日発売、MFCZ-1027）

## テレビアニメ
2012年4月にテレビアニメ化が発表され、同年10月から2013年3月までMBS、TOKYO MX、tvk、テレビ愛知、アニマックスにて放送された。全24話。MBSとアニマックスが共同で製作委員会に参加。MBSのみ同局携帯サイトにて名場面投票を実施していた。

### スタッフ
- 原作・脚本 - 鴨志田一（「さくら荘のペットな彼女」電撃文庫/アスキー・メディアワークス刊）
- 原作イラスト - 溝口ケージ[33]
- 監督 - いしづかあつこ[33]
- シリーズ構成 - 岡田麿里[33]
- キャラクターデザイン - 藤井昌宏[33]
- プロップデザイン - 小渕陽介[34]
- 美術監督 - 備前光一郎[7]
- 色彩設定 - 石田美由紀[7]
- 撮影監督 - 川下裕樹[7]
- 編集 - 西山茂[7]
- 音響監督 - 明田川仁[7]
- 音響制作 - マジックカプセル[7]
- 音楽 - 林有三[33]
- 音楽制作 - メディアファクトリー[7]
- プロデューサー - 岩崎篤史[34]、荒木人美[34]、大澤信博[34]、岩崎卓[34]、宮嶋耕平[34]、石塚正俊[34]、前田俊博[34]
- アニメーション制作プロデューサー - 鈴木薫[34]
- プロデュース - GENCO[7]
- アニメーション制作 - J.C.STAFF[7]
- 製作 - さくら荘製作委員会（メディアファクトリー、アスキー・メディアワークス、GENCO、フロンティアワークス、アニマックスブロードキャスト・ジャパン、ソニー・ミュージックコミュニケーションズ、MBS）[35]

### 主題歌
オープニングテーマ
「君が夢を連れてきた」（第2話 - 第10話）
作詞 - 畑亜貴 / 作曲 - eba / 編曲 - yamazo / 歌 - ペットな彼女たち（茅野愛衣、中津真莉子、高森奈津美）
第1話・第11話・第12話はOPなし。第11話、第23話では挿入歌として使用。
「夢の続き」（第13話、第16話 - 第22話、第24話）
作詞 - Riryka / 作曲 - 白戸佑輔 / 編曲 - 中村タイチ / 歌 - 鈴木このみ
「I call your name again」（第14話）
作詞 - 畑亜貴 / 作曲 - 白林剛史、安保一平 / 編曲 - 安保一平 / 歌 - 青山七海（中津真莉子）

エンディングテーマ
「DAYS of DASH」（第1話 - 第12話、第24話）
作詞 - 畑亜貴 / 作曲・編曲 - 白戸佑輔 / 歌 - 鈴木このみ
「Prime number 〜君と出会える日〜」（第13話 - 第22話）
作詞 - 石川智晶 / 作曲 - 田代智一 / 編曲 - 本間昭光 / 歌 - 大倉明日香

挿入歌
「今日の日はさようなら」（第23話、第24話）
作詞・作曲 - 金子詔一 / 歌 - さくら荘一同（第24話）
「水明芸術大学付属高等学校 校歌」（第23話）

### 各話リスト
| 話数 | サブタイトル                 | 脚本       | 絵コンテ                  | 演出                      | 作画監督                                                                  | 総作画監督        |
| ---- | ---------------------------- | ---------- | ------------------------- | ------------------------- | ------------------------------------------------------------------------- | ----------------- |
| #01  | ねこ・しろ・ましろ           | 岡田麿里   | いしづかあつこ            | いしづかあつこ            | 藤井昌宏                                                                  | -                 |
| #02  | 絵を描いてきたの             | 岡田麿里   | 鈴木薫                    | 鈴木薫                    | 冨岡寛、矢向宏志 戸田麻衣、藤部生馬                                       | 冨岡寛            |
| #03  | 近すぎて遠い…                | 鴨志田一   | 神戸守                    | 高島大輔                  | 橋口隼人、小林亮 糸井恵、児玉亮 舘崎大                                    | 藤井昌宏          |
| #04  | 色を変える世界               | 岡田麿里   | 桜美かつし                | 桜美かつし                | 熊谷勝弘、大木良一 直谷たかし                                             | 冨岡寛            |
| #05  | さくら荘のまじめな彼女       | 志茂文彦   | 桜美かつし                | 池端隆史                  | 佐々木睦美、橋口隼人 舘崎大、千葉充 谷口元浩                              | 藤井昌宏          |
| #06  | 雨あがりの青                 | 伊藤美智子 | 鈴木薫 （いしづかあつこ） | 鈴木薫 （いしづかあつこ） | 森下省吾、桜井このみ 冨岡寛、冷水由紀絵 千葉充、舘崎大 藤部生馬、中西保   | 冨岡寛            |
| #07  | 彼女のきょうしゅう           | 鴨志田一   | 高柳滋仁                  | 池田重隆                  | KIM YONG－SIK 小山知洋、山崎淳                                            | 藤井昌宏          |
| #08  | どでかい花火をあげてみろ     | 花田十輝   | いしづかあつこ 宮浦栗生   | 池端隆史                  | 藤部生馬、マサユキ 矢向宏志、直谷たかし                                   | 冨岡寛            |
| #09  | 秋の嵐がやってきた           | 志茂文彦   | 二瓶勇一                  | 佐藤真人                  | 渡辺亜彩美                                                                | 藤井昌宏          |
| #10  | キライキライ、ダイスキ       | 志茂文彦   | 細川ヒデキ                | 細川ヒデキ                | 冷水由紀絵、冨岡寛 矢向宏志、斉藤美香 舘崎大、マサユキ                    | 冨岡寛            |
| #11  | 銀河猫にゃぼろん             | 志茂文彦   | 佐山聖子                  | 高島大輔                  | 吉田尚人、中村真悟 橋口隼人、児玉亮 直谷たかし                            | 藤井昌宏          |
| #12  | 愛のパワーin文化祭           | 岡田麿里   | 宍戸淳                    | 池端隆史                  | 直谷たかし、大木良一 矢向宏志、児玉亮 佐藤誠之                            | 冨岡寛            |
| #13  | 冬の一歩手前で               | 伊藤美智子 | 玉川真人                  | 稲本隆史                  | 佐々木睦美                                                                | 藤井昌宏          |
| #14  | イヴの窓辺とそれぞれの灯り   | 花田十輝   | 佐山聖子                  | 池田重隆                  | 小関雅                                                                    | 冨岡寛            |
| #15  | いつもの自分はどこにいる?    | 小柳啓伍   | 宮浦栗生                  | 柴田彰久                  | 村上雄、マサユキ 藤部生馬、児玉亮 谷口元浩                                | 藤井昌宏          |
| #16  | ずっと、好きでした……         | 伊藤美智子 | 二瓶勇一                  | 黒川智之                  | 佐々木睦美 堤谷典子                                                       | 冨岡寛            |
| #17  | バレンタインはチョコの日よ   | 岡田麿里   | 玉川真人                  | 池端隆史                  | 中村真悟、熊谷勝弘 熊谷勝弘、舘崎大 直谷たかし                            | 藤井昌宏          |
| #18  | 宇宙人に初恋                 | 鴨志田一   | 佐藤真人                  | 佐藤真人                  | 大木良一、小渕陽介 矢向宏志、冷水由紀絵 マサユキ、冨岡寛                  | 冨岡寛            |
| #19  | 住めば都のさくら荘           | 志茂文彦   | 佐山聖子                  | 稲本隆史                  | 渡辺亜彩美                                                                | 藤井昌宏          |
| #20  | この先もただいまを言うために | 志茂文彦   | 宮浦栗生                  | 池端隆史                  | 大木良一、中村真悟 藤部生馬、三木達也 直谷たかし                          | 冷水由紀絵 冨岡寛 |
| #21  | 誰のせいでもなく雨は降る     | 小柳啓伍   | 細川秀樹                  | 高島大輔                  | 千葉充、直谷たかし 藤部生馬、諸石康太 村上雄、大木良一                    | 藤井昌宏          |
| #22  | きらめく日々を駆け抜けろ     | 鴨志田一   | 佐山聖子                  | 黒川智之                  | 堤谷典子、渡辺亜彩美 佐々木睦美、田村正文                                 | 冷水由紀絵        |
| #23  | 卒業式                       | 岡田麿里   | いしづかあつこ            | 池端隆史                  | 大木良一、宮本佐和子 谷口元浩、児玉亮 藤部生馬、熊谷勝弘 千葉充、矢向宏志 | 藤井昌宏          |
| #24  | さくら荘へようこそ           | 岡田麿里   | 宮浦栗生                  | いしづかあつこ            | 直谷たかし、村上雄 千葉充                                                 | 藤井昌宏          |

### 放送局
| 放送地域   | 放送局       | 放送期間                       | 放送日時                     | 放送系列            | 備考                            |
| ---------- | ------------ | ------------------------------ | ---------------------------- | ------------------- | ------------------------------- |
| 東京都     | TOKYO MX     | 2012年10月9日 - 2013年3月26日  | 火曜 0:30 - 1:00（月曜深夜） | 独立局              |                                 |
| 神奈川県   | tvk          | 2012年10月9日 - 2013年3月26日  | 火曜 1:00 - 1:30（月曜深夜） | 独立局              |                                 |
| 近畿広域圏 | 毎日放送     | 2012年10月9日 - 2013年3月26日  | 火曜 2:20 - 2:50（月曜深夜） | TBS系列             | 製作委員会参加                  |
| 愛知県     | テレビ愛知   | 2012年10月10日 - 2013年3月27日 | 水曜 2:05 - 2:35（火曜深夜） | テレビ東京系列      |                                 |
| 韓国全域   | ANIPLUS      | 2012年10月10日 - 2013年3月27日 | 水曜 23:30 - 木曜 0:00       | CS放送 ネット配信   | リピート放送あり 韓国語字幕あり |
| 日本全域   | アニマックス | 2012年10月12日 - 2013年3月29日 | 金曜 22:00 - 22:30           | アニメ専門BS/CS放送 | 製作委員会参加 リピート放送あり |
| 日本全域   | アニマックス | 2012年10月13日 - 2013年3月30日 | 土曜 22:30 - 23:00           | アニメ専門BS/CS放送 | 無料放送枠                      |

| 放送地域 | 放送局             | 放送期間                       | 放送日時           | 放送系列   | 備考                                    |
| -------- | ------------------ | ------------------------------ | ------------------ | ---------- | --------------------------------------- |
| 日本全域 | ShowTime           | 2012年10月15日 - 2013年4月1日  | 月曜 12:00 更新    | ネット配信 | 第1話は2週間無料、 第2話以降は1週間無料 |
| 日本全域 | ニコニコ生放送     | 2012年10月15日 - 2013年4月1日  | 月曜 22:30 - 23:00 | ネット配信 |                                         |
| 日本全域 | ニコニコチャンネル | 2012年10月15日 - 2013年4月1日  | 月曜 23:00 更新    | ネット配信 | 第1話は2週間無料、 第2話以降は1週間無料 |
| 日本全域 | PlayStation Store  | 2012年10月17日 - 2013年4月3日  | 水曜 夕方 更新     | ネット配信 |                                         |
| 日本全域 | バンダイチャンネル | 2012年10月29日 - 2013年4月15日 | 月曜 更新          | ネット配信 |                                         |

### Blu-ray / DVD
| 巻    | 発売日        | 収録話          | 規格品番  | 規格品番  |
| 巻    | 発売日        | 収録話          | Blu-ray   | DVD       |
| ----- | ------------- | --------------- | --------- | --------- |
| Vol.1 | 2013年1月30日 | 第1話 - 第3話   | ZMXZ-8271 | ZMBZ-8281 |
| Vol.2 | 2013年2月27日 | 第4話 - 第6話   | ZMXZ-8272 | ZMBZ-8282 |
| Vol.3 | 2013年3月27日 | 第7話 - 第9話   | ZMXZ-8273 | ZMBZ-8283 |
| Vol.4 | 2013年4月24日 | 第10話 - 第12話 | ZMXZ-8274 | ZMBZ-8284 |
| Vol.5 | 2013年5月29日 | 第13話 - 第15話 | ZMXZ-8275 | ZMBZ-8285 |
| Vol.6 | 2013年6月26日 | 第16話 - 第18話 | ZMXZ-8276 | ZMBZ-8286 |
| Vol.7 | 2013年7月24日 | 第19話 - 第21話 | ZMXZ-8277 | ZMBZ-8287 |
| Vol.8 | 2013年8月28日 | 第22話 - 第24話 | ZMXZ-8278 | ZMBZ-8288 |

### 原作からの改変点
原作の中で「シンプルなお粥」としか書かれていない料理が、テレビアニメ版で同シーンにあたる第6話において朝鮮料理のサムゲタンに入れ替わった。唐突に朝鮮料理が登場したことに対し、一部のファンからはこの改変はアニメ製作側に韓国文化を広めようとする意向があったのではないかと見なされ、ネット上で批判が相次いだりテレビ局への非難が殺到したりするなどの騒動に発展した。この改変の理由について、（この作品を手掛けた制作会社とは別の）アニメ制作会社の人間は、「活字上ではお粥をおいしそうに描けても、アニメでは白いお粥はシンプルすぎておいしそうに描くのは至難の業」、かつ「映像表現としての『翻訳』は制作サイドの矜持」だからとの見解をツイッター上で示している。また、同人物はステルスマーケティングの可能性について、「実際の販促アニメはもっと上手く効果的にやります」として具体性のないあり得ない事象と一蹴している。なお、さくら荘製作委員会の所属するメディアファクトリーの広報担当は「制作意図についてはお応えできない」、アニマックスは「韓国推しの意図は一切ございません」としている。

## Webラジオ
『さくら荘のペットなラジオ』のタイトルで、2012年9月29日から2013年3月23日まで超!A&G+で配信された。アニメイトTVでも10月6日から配信された。いずれも隔週土曜日配信。パーソナリティは茅野愛衣（椎名ましろ 役）、高森奈津美（上井草美咲 役）。

## ゲーム
さくら荘のペットな彼女
2013年2月14日発売。PS Vita / PSP用ソフト。ジャンルはゲーム制作シミュレーション×恋愛アドベンチャー。
開発は熱中日和、発売元は角川ゲームス、企画・製作はアスキー・メディアワークス。
ファミ通（通巻1262号）の40点満点のクロスレビューでは31点のシルバー殿堂という評価がされた。
嫁コレ
スマートフォン用ゲームアプリで、2013年7月5日に椎名ましろ、2013年7月19日に青山七海、2013年8月13日に上井草美咲のボイス付きカードが配信された。
電撃文庫 FIGHTING CLIMAX
2014年3月18日から稼働しているアーケードゲーム。ジャンルは2D対戦格闘。
開発はエコールソフトウェアとフランスパン、発売元はセガ。
電撃文庫のキャラクターが登場する格闘ゲームで、本作からはサポートキャラクターとして椎名ましろが登場する。